# Kanoistika na Letních olympijských hrách 1992 – C2 slalom muži
Závod ve vodním slalomu C2 mužů na Letních olympijských hrách 1992 se konal na kanále v areálu Parc Olímpic del Segre dne 2. srpna 1992. Z československých závodníků se jej zúčastnily dvojice Jan a Tomáš Petříčkovi (7. místo), Miroslav Šimek a Jiří Rohan (stříbro) a Pavel a Petr Šterclovi (6. místo), zlatou medaili získali Američané Scott Strausbaugh a Joe Jacobi.

## Výsledky
| Pořadí           | Jméno                                            | 1. jízda | Pen. | 2. jízda | Pen. | Nejlepší |
| ---------------- | ------------------------------------------------ | -------- | ---- | -------- | ---- | -------- |
| Zlatá medaile    | Scott Strausbaugh a Joe Jacobi (USA)             | 124,82   | 0    | 122,41   | 0    | 122,41   |
| Stříbrná medaile | Miroslav Šimek a Jiří Rohan (TCH)                | 131,91   | 5    | 124,25   | 5    | 124,25   |
| Bronzová medaile | Frank Adisson a Wilfrid Forgues (FRA)            | 144,09   | 20   | 124,38   | 0    | 124,38   |
| 4.               | James McEwan a Lecky Haller (USA)                | 136,35   | 5    | 128,05   | 0    | 128,05   |
| 5.               | Ueli Matti a Peter Matti (SUI)                   | 153,71   | 20   | 128,55   | 5    | 128,55   |
| 6.               | Pavel Štercl a Petr Štercl (TCH)                 | 130,42   | 0    | 136,33   | 5    | 130,42   |
| 7.               | Jan Petříček a Tomáš Petříček (TCH)              | 132,25   | 5    | 131,86   | 5    | 131,86   |
| 8.               | Thierry Saïdi a Emmanuel del Rey (FRA)           | 132,29   | 5    | 137,96   | 10   | 132,29   |
| 9.               | Manfred Berro a Michael Trummer (GER)            | 170,60   | 30   | 132,83   | 5    | 132,83   |
| 10.              | Krzysztof Kołomański a Michał Staniszewski (POL) | 142,76   | 15   | 133,75   | 5    | 133,75   |
| 11.              | Eric Biau a Bertrand Daille (FRA)                | 133,83   | 5    | 160,64   | 10   | 133,83   |
| 12.              | Andrew Clough a Iain Clough (GBR)                | 140,56   | 10   | 135,82   | 5    | 135,82   |
| 13.              | Thomas Loose a Frank Hemmer (GER)                | 144,47   | 15   | 136,03   | 5    | 136,03   |
| 14.              | Udo Raumann a Rüdiger Hübbers (GER)              | 146,05   | 10   | 306,51   | 165  | 146,05   |
| 15.              | Elliot Weintrob a Martin McCormick (USA)         | 150,59   | 10   | 152,08   | 5    | 150,59   |
| 16.              | Andrew Wilson a Matthew Pallister (AUS)          | 160,71   | 15   | 156,67   | 10   | 156,67   |
| 17.              | Chris Arrowsmith a Paul Brain (GBR)              | 174,50   | 30   | 211,89   | 70   | 174,50   |